# Potok Czystej Wody
Potok Czystej Wody (nazývaný také Potok Lusi, česky Potok Čisté vody) se nachází ve čtvrti Oliwa ve městě Gdaňsk v Pomořském vojvodství v Polsku. Tok patří do povodí potoka Potok Oliwski (Jelitkowski) do úmoří Baltského moře.

## Popis toku potoka
Potok Czystej Wody pramení pod kopcem Wzniesienie Marii v jižní části Trojměstského krajinného parku (Trójmiejski Park Krajobazowy). Potok teče východním směrem přes údolí Dolina Zgniłych Mostów  a údolí Dolina Czystej Wody, které je přírodní památkou ochrany přirozeného biotopu mokřadu. Pak protéká severně od kopce Góra Schwabego a opouští Trojměstský krajinný park a přibírá zleva vodu od mlýnského náhonu z potoka Potok Prochowy. Následně se v rybníku Zbiornik Nr 12 "Bytowska 4" zleva stéká s Potokem Oliwskim. Potok má délku toku 1,6 km.